# Parafia Matki Bożej Nieustającej Pomocy w Czyżowie
Parafia Matki Bożej Nieustającej Pomocy w Czyżowie – parafia rzymskokatolicka, znajdująca się w diecezji kieleckiej, w dekanacie stopnickim.